# Седло
Седлото е поддържаща структура за ездач или друг товар, която се закрепя на гърба на животно. Най-разпространеният вид е седлото за кон. Освен него, съществуват и седла за волове, камили и други животни. Не е ясно с точност кога ездачите започват да използват подложки за защита, но вероятно първите варианти на седла представляват одеяла, закрепени с подпружни ремъци. Твърдото дървено седло е изобретено по-късно. Стремената, които се закрепват към рамката на седлото, са последният елемент, който се използва и до днес. В днешно време, седла се правят в най-различни стилове, всеки от които за специален конен спорт и изискващ внимателно наместване както за ездача, така и за коня. Правилната поддръжка на седлото удължава живота му, често за десетилетия. Седлото е стъпка от изключително значение при разпространяването на употребата на домашни животни в древността.

## История
Съществуват доказателства, макар и оспорвани, че хората за пръв път започват да яздят коне скоро след опитомяването им, вероятно около 4000 г. пр.н.е. Най-ранната седлоподобна екипировка е съставена от украсени дрехи или подложки, които се използват от асирийската кавалерия около 700 г. пр.н.е. Те се закрепят чрез подпружни ремъци, които минават пред гърдите и под опашката на коня. Още от най-ранните изображения, седлата стават символ на статут. За да се покаже богатството и статута на даден човек, към седлото му се добавят украшения, включително сложни шевни и кожени изделия, благородни метали като злато, дърворезба и други.
Северноиранските евразийски номади, познати в Европа като скити, а в Азия като саки, разработват ранна форма на седло с елементарна рамка, включваща две успоредни кожени подплати, с прикрепена към тях обшивка, колан с подвижни кожени облицовки, кожени ремъци, подопашник и нагръдник. Такива са намерени при погребенията от Пазърък. Тези седла, намерени в платото Укок в Сибир, датират от 500 – 400 г. пр.н.е. Иконографски доказателства за предшественик на съвременното седло са намерени в изкуството на древните арменци, асирийци и степни номади, които са изобразени върху асирийски каменни рисунки от времето на Ашурнасирпал II. Макар да нямат нито твърда рамка, нито стремена, тези ранни седла и подложки предоставят защита и комфорт на ездача. Сарматите използват подложки като седла вероятно от седми век пр.н.е.
Ранните дървени седла се покриват с филц. Азиатски дизайни се появяват по времето на династията Хан около 200 г. пр.н.е. Едни от първите дървени седла на запад се появяват в Древен Рим през 1 век пр.н.е. Никой от тези дизайни не включва стремена.
Разработването на твърдото седло е значително – то повдига ездача над гърба на коня и разпределя по-равномерно тежестта на ездача по гръбначния стълб на коня, което удължава комфорта му и полезния му живот. Изобретяването на твърдото седло също проправя пътя към разработването на стремената.
Стремето е важно събитие в развитието на седлото. Първото подобно съоръжения е изобретено в Индия през 2 век пр.н.е. и представлява проста кожена каишка, в която се поставя крака на ездача. Все пак, тя предоставя много малко опора. Счита се, че номадските племена в Северен Китай са изобретили съвременното стреме, като първото изображение на ездач с двойка стремена е намерено в Китай в гробница от династията Дзин от 302 г. Към 477 г. стремената вече са широко разпространени из Китай, а по-късно се разпространяват и в Европа. Това изобретение дава голяма опора на ездача и е от особено значение във военното дело.
През Средновековието седлата се подобряват, тъй като рицарите се нуждаят от по-здрави седла, предлагащи по-голяма опора. Седлата започват да имат по-високи части, които да предотвратят падането на войника в бой, и се правят от здраво дърво, което да издържа голямата тежест на ездача в пълно бойно снаряжение. Това седло първоначално се подплатява с вълна или конска козина и се покрива с кожа или платове. По-късно седлото е модифицирано така, че да може да се използва за добитък и за бикоборство, покрай непрекъснатото развитие за военна употреба. Меките седла вече се използват главно от вестоносците и конните състезатели. Впоследствие се развиват различни дизайни на седлото, според предназначението на коня.
Съвременните западни седла се развиват от испанските седла, които са пренесени от испанските конкистадори в Америка. Тези седла са адаптирани така, че да отговарят на нуждите на каубоите в Мексико, Тексас и Калифорния. При тях се добавя рог, за който да може да се закрепя ласо с цел да се държи добитък.